# Lachnus longirostrum
Lachnus longirostrum är en insektsart som beskrevs av David och A.K. Ghosh 1982. Lachnus longirostrum ingår i släktet Lachnus och familjen långrörsbladlöss. Inga underarter finns listade i Catalogue of Life.